# Crayon Shin-chan - Dengeki! Buta no Hizume dai sakusen
Crayon Shin-chan - Dengeki! Buta no Hizume dai sakusen (クレヨンしんちゃん 電撃!ブタのヒヅメ大作戦?, Kureyon Shin-chan - Dengeki! Buta no Hizume dai sakusen, letteralmente "Crayon Shin-chan - Attacco improvviso! La grande operazione Zoccolo di Maiale") è un film d'animazione del 1998 diretto da Keiichi Hara.
Si tratta del sesto film basato sul manga e anime Shin Chan. Come per gli altri film basati sulla serie, non esiste un'edizione italiana del lungometraggio.
Nel film fa un cameo Yoshito Usui, l'autore di Shin Chan: è lui a richiedere la direzione del concorso asiatico di karaoke.

## Trama
La storia inizia quando un'agente segreta si nasconde nella barca dove mangiano gli studenti dell'asilo Futaba. "Gli zoccoli del maiale", un'organizzazione segreta, lo hanno seguito e prendono in ostaggio la barca con lei, Shin-chan e gli amici a bordo.
Nel frattempo, un'agente di un'altra organizzazione, SML, vanno nelle case dei bambini per raccogliere foto di loro in modo da riconoscerli e salvarli.
I Nohara decidono però di andare personalmente a salvare il figlio, così l'agente li porta insieme a lui.
Alla fine dell'avventura, sono tutti nella base segreta de "Gli zoccoli del maiale". Lì si scopre che Buriburizaemon vuole conquistare il mondo con un virus informatico, ma alla fine, grazie a Shin-chan e compagnia, non ci riesce.

## Personaggi e doppiatori
| Personaggio       | Doppiatore      |
| ----------------- | --------------- |
| Shinnosuke Nohara | Akiko Yajima    |
| Hiroshi Nohara    | Keiji Fujiwara  |
| Misae Nohara      | Miki Narahashi  |
| Himawari Nohara   | Satomi Koorogi  |
| Masao Sato        | Mie Suzuki      |
| Nene Sakurada     | Tamao Hayashi   |
| Tooru Kazama      | Mari Mashiba    |
| Boo               | Chie Satou      |
| Buriburizaemon    | Kaneto Shiozawa |
| Midori Yoshinaga  | Yumi Takada     |
| Ume Matsuzaka     | Michie Tomizawa |
| Enchiyou          | Rokurō Naya     |

## Distribuzione

### Edizioni home video
In Giappone il film è stato distribuito in VHS il 24 aprile 1999 e in DVD il 26 novembre 2004.